# Canine infektiöse Anämie
Die canine infektiöse Anämie („Hämobartonellose“) ist eine seltene bakterielle Infektionskrankheit der Hunde (lateinisch: canis). Der Erreger der Erkrankung ist Mycoplasma haemocanis (früher als Hämobartonella canis bezeichnet). Im Gegensatz zur infektiösen Anämie der Katzen kommt es bei Hunden selten zu klinischen Erscheinungen, also zur Blutarmut (Anämie).

## Epidemiologie
Die Übertragung des Erreger erfolgt vermutlich über Zecken, insbesondere die Braune Hundezecke (Rhipicephalus sanguineus). Die Infektion erfolgt vor allem in Südeuropa und wird meist nach Urlaubsreisen oder bei von dort mitgebrachten Tieren beobachtet. Die Erreger besiedeln die Zellmembran der roten Blutkörperchen.

## Klinik
Die Infektion bleibt zumeist ohne klinische Erscheinungen (inapparent). Nur selten treten eine Anämie, eine Milzvergrößerung und eine Immunschwäche auf. Zu einem klinischen Ausbruch kommt es in der Regel nur nach Entfernung der Milz (Splenektomie) oder bei Vorerkrankungen wie der Ehrlichiose.
Die Diagnose wird anhand eines mit Acridin-Orange gefärbten Blutausstrichs gestellt. Zur Therapie eignen sich Doxycyclin und Enrofloxacin.